# Una perfetta coppia di svitati
Una perfetta coppia di svitati (Running Scared) è un film del 1986 diretto da Peter Hyams, con Billy Crystal e Gregory Hines.

## Trama
Danny Costanzo e Ray Hughes sono due poliziotti del North Side di Chicago, noti per i loro comportamenti da immaturi e metodi di lavoro poco ortodossi. Durante un appostamento, Danny e Ray notano una Mercedes con a bordo una loro vecchia conoscenza, il trafficante di droga colombiano Julio Gonzales che avevano arrestato 3 anni prima, e che nel frattempo era uscito di galera e tornato in circolazione. Arrestano quindi Snake, uno degli affiliati di Gonzales, e lo convincono, forzatamente, ad indossare un microfono nascosto per incastrare Gonzales e poterlo arrestare.
Appostati in macchina per sentire e registrare la conversazione tra Snake e Gonzales, ad un certo punto sentono che Snake è nei guai e vanno in suo soccorso, ma giunti sul posto capiscono di essere stati traditi e di essere caduti in un'imboscata. Tutto fa pensare che per loro sia la fine e che stanno per essere uccisi, ma due agenti sotto copertura, infiltrati nella banda di Gonzales, decidono di uscire allo scoperto ingaggiando un conflitto a fuoco e riuscendo ad evitare che Danny e Ray fossero uccisi. Durante il conflitto a fuoco, molti della banda riescono a scappare, ma Danny e Ray riescono comunque ad arrestare Gonzales.
Tornati al proprio distretto Danny e Ray si aspettano un encomio per l'arresto di Gonzales, ma il capitano Logan sentendo la registrazione audio di quanto accaduto, li rimprovera per aver compromesso un'importante operazione della squadra narcotici e gli ordina di prendersi una vacanza. Durante la loro vacanza a Key West, Florida, ripensano ai loro anni passati in polizia e a quanto il loro lavoro fosse tutto sommato poco gratificante. Danny decide di lasciare la polizia e di voler aprire un bar a Key West convincendo il collega e amico Ray ad entrare in società con lui.
Tornati a Chicago, nell'informare al capitano della loro intenzione di lasciare la polizia, lo stesso li informa che Gonzales è stato rilasciato ed è di nuovo libero. Danny e Ray sono decisi a volerlo arrestare prima di ritirarsi dalla polizia, questa volta cercando di incastrarlo con prove schiaccianti. Ma oltre il danno, la beffa: il capitano Logan, che non nutre una buona simpatia per i due, decide di affiancargli due nuovi detective che prenderanno il loro posto: i detective Antonio (Anthony nell'originale) Montoya e Frank Sigliano, che altro non sono che i due poliziotti infiltrati nella banda di Gonzales che evitarono l'uccisione di Danny e Ray.
Durante uno dei tentativi di catturare Gonzales, Danny e Ray riescono a confiscare un grosso quantitativo della sua cocaina proveniente dalla Colombia. Per recuperare la sua droga, Gonzales decide quindi di rapire la ex moglie di Danny, Anna, della quale Danny è ancora innamorato e con cui stava cercando di riconciliarsi,  minacciandolo che l'avrebbe uccisa se non avesse riavuto indietro la sua droga. Danny accetta di fare lo scambio chiedendo aiuto al suo collega e amico fidato Ray, ingaggiando così l'ultimo conflitto a fuoco con Gonzales. Durante la sparatoria, Danny e Ray riescono ad uccidere Gonzales e la sua banda, e a liberare Anna. Ucciso Gonzales, i due ironicamente recuperano la fiducia nel loro lavoro di poliziotti e nella vocazione di proteggere il prossimo, Danny si riconcilia con Anna, e con Ray decide di non ritirarsi più dalla polizia.